# 布列塔尼地区蒙托邦县
布列塔尼地区蒙托邦县（法語：canton de Montauban-de-Bretagne）是法国布列塔尼大區伊勒-维莱讷省的一个县（省级选区），中央投票站位于布列塔尼地區蒙托邦。